# Türkiye Süper Kupası
La Supercoppa di Turchia (in turco Türkiye Süper Kupası) è una competizione calcistica turca, organizzata con cadenza annuale dalla Federazione calcistica della Turchia. Organizzata in gara unica, vede affrontarsi la squadra vincitrice del massimo campionato turco (Süper Lig) e la vincitrice della coppa nazionale.
Introdotta nel 2006, si svolge con lo stesso meccanismo della soppressa Coppa del Primo ministro, giocata dal 1966 al 1998.
Dal 2006 al 2008 le partite del torneo si sono disputate in Germania, visto l'alto tasso di immigrati turchi presenti nel paese tedesco. La prima edizione della manifestazione si è disputata il 30 luglio 2006 alla Commerzbank-Arena di Francoforte e ha visto la vittoria del Beşiktaş (vincitore della Coppa di Turchia).
In cinque edizioni questo trofeo non ha visto tra le sfidanti almeno una delle tre grandi squadre di Istanbul, e in esse una era sempre il Trabzonspor. Nel 2011 la partita non si è disputata a causa di un grave scandalo che ha colpito il calcio turco.

## Albo d'oro
Fonte: tff.org.
| Edizione                 | Vincitore (volta)        | Campione di Turchia                          | Vincitore o finalista di Türkiye Kupası      | Risultato                                    | Sede                                         | Spettatori                                   |
| Coppa del Primo ministro | Coppa del Primo ministro | Coppa del Primo ministro                     | Coppa del Primo ministro                     | Coppa del Primo ministro                     | Coppa del Primo ministro                     | Coppa del Primo ministro                     |
| ------------------------ | ------------------------ | -------------------------------------------- | -------------------------------------------- | -------------------------------------------- | -------------------------------------------- | -------------------------------------------- |
| 1966                     | Galatasaray (1)          | Beşiktaş                                     | Galatasaray                                  | 2-0                                          | Ankara, Stadio 19 maggio                     | 33 583                                       |
| 1967                     | Beşiktaş (1)             | Beşiktaş                                     | Altay                                        | 1-0                                          | Ankara, Stadio 19 maggio                     |                                              |
| 1968                     | Fenerbahçe (1)           | Fenerbahçe (vincitore di campionato e coppa) | Fenerbahçe (vincitore di campionato e coppa) | Fenerbahçe (vincitore di campionato e coppa) | Fenerbahçe (vincitore di campionato e coppa) | Fenerbahçe (vincitore di campionato e coppa) |
| 1969                     | Galatasaray (2)          | Galatasaray                                  | Göztepe                                      | 2-0                                          | Ankara, Stadio 19 maggio                     |                                              |
| 1970                     | Göztepe (1)              | Fenerbahçe                                   | Göztepe                                      | 3-1                                          | Ankara, Stadio 19 maggio                     |                                              |
| 1971                     | Eskişehirspor (1)        | Galatasaray                                  | Eskişehirspor                                | 3-2                                          | Ankara, Stadio 19 maggio                     |                                              |
| 1972                     | Galatasaray (3)          | Galatasaray                                  | Ankaragücü                                   | 3-0                                          | Ankara, Stadio 19 maggio                     |                                              |
| 1973                     | Fenerbahçe (2)           | Galatasaray                                  | Fenerbahçe                                   | 2-1                                          | Ankara, Stadio 19 maggio                     |                                              |
| 1974                     | Beşiktaş (2)             | Fenerbahçe                                   | Beşiktaş                                     | 3-0                                          | Ankara, Stadio 19 maggio                     | 23 435                                       |
| 1975                     | Fenerbahçe (3)           | Fenerbahçe                                   | Beşiktaş                                     | 2-0                                          | Ankara, Stadio Cebeci İnönü                  |                                              |
| 1976                     | Trabzonspor (1)          | Trabzonspor                                  | Galatasaray                                  | 2-1                                          | Ankara, Stadio 19 maggio                     |                                              |
| 1977                     | Trabzonspor (2)          | Trabzonspor                                  | Beşiktaş                                     | 1-1 (dts) (3-1 dtr)                          | Ankara, Stadio 19 maggio                     |                                              |
| 1978                     | Trabzonspor (3)          | Fenerbahçe                                   | Trabzonspor                                  | 1-0                                          | Ankara, Stadio 19 maggio                     | 13 550                                       |
| 1979                     | Trabzonspor (4)          | Trabzonspor                                  | Fenerbahçe                                   | 2-1                                          | Ankara, Stadio 19 maggio                     | 23 354                                       |
| 1980                     | Trabzonspor (5)          | Trabzonspor                                  | Altay                                        | 3-0                                          | Ankara, Stadio 19 maggio                     | 11 098                                       |
| Coppa dell'Istituzione   |                          |                                              |                                              |                                              |                                              |                                              |
| 1981                     | Ankaragücü (1)           | Trabzonspor                                  | Ankaragücü                                   | 1-0                                          | Ankara, Stadio 19 maggio                     | 15 976                                       |
| 1982                     | Galatasaray (4)          | Beşiktaş                                     | Galatasaray                                  | 2-0                                          | Ankara, Stadio 19 maggio                     | 20 000                                       |
| Coppa del Presidente     |                          |                                              |                                              |                                              |                                              |                                              |
| 1983                     | Trabzonspor (6)          | Fenerbahçe                                   | Trabzonspor                                  | 2-0                                          | Ankara, Stadio 19 maggio                     | 17 895                                       |
| 1984                     | Fenerbahçe (4)           | Trabzonspor                                  | Fenerbahçe                                   | 1-0                                          | Ankara, Stadio 19 maggio                     | 12 021                                       |
| 1985                     | Fenerbahçe (5)           | Fenerbahçe                                   | Galatasaray                                  | 1-1 (dts) (4-2 dtr)                          | Ankara, Stadio 19 maggio                     | 18 757                                       |
| 1986                     | Beşiktaş (3)             | Beşiktaş                                     | Bursaspor                                    | 2-1                                          | Ankara, Stadio 19 maggio                     | 13 783                                       |
| 1987                     | Galatasaray (5)          | Galatasaray                                  | Gençlerbirliği                               | 3-2                                          | Ankara, Stadio 19 maggio                     | 22 773                                       |
| 1988                     | Galatasaray (6)          | Galatasaray                                  | Sakaryaspor                                  | 2-0                                          | Ankara, Stadio 19 maggio                     | 19 845                                       |
| 1989                     | Beşiktaş (4)             | Fenerbahçe                                   | Beşiktaş                                     | 1-0                                          | Ankara, Stadio 19 maggio                     | 15 055                                       |
| 1990                     | Fenerbahçe (6)           | Beşiktaş                                     | Fenerbahçe                                   | 3-2                                          | Ankara, Stadio 19 maggio                     |                                              |
| 1991                     | Galatasaray (7)          | Beşiktaş                                     | Galatasaray                                  | 1-0                                          | Ankara, Stadio 19 maggio                     | 14 650                                       |
| 1992                     | Beşiktaş (5)             | Beşiktaş                                     | Trabzonspor                                  | 2-1                                          | Ankara, Stadio 19 maggio                     | 20 000                                       |
| 1993                     | Galatasaray (8)          | Galatasaray                                  | Beşiktaş                                     | 2-0                                          | Ankara, Stadio 19 maggio                     | 18 836                                       |
| 1994                     | Beşiktaş (6)             | Galatasaray                                  | Beşiktaş                                     | 3-1                                          | Ankara, Stadio 19 maggio                     |                                              |
| 1995                     | Trabzonspor (7)          | Beşiktaş                                     | Trabzonspor                                  | 2-0                                          | Ankara, Stadio 19 maggio                     |                                              |
| 1996                     | Galatasaray (9)          | Fenerbahçe                                   | Galatasaray                                  | 3-0                                          | Ankara, Stadio 19 maggio                     |                                              |
| 1997                     | Galatasaray (10)         | Galatasaray                                  | Kocaelispor                                  | 2-1                                          | Ankara, Stadio 19 maggio                     | 20 000                                       |
| 1998                     | Beşiktaş (7)             | Galatasaray                                  | Beşiktaş                                     | 2-1                                          | Ankara, Stadio 19 maggio                     | 18 836                                       |
| 1999-2005                | Non disputata            | Non disputata                                | Non disputata                                | Non disputata                                | Non disputata                                | Non disputata                                |
| Supercoppa di Turchia    |                          |                                              |                                              |                                              |                                              |                                              |
| 2006                     | Beşiktaş (8)             | Galatasaray                                  | Beşiktaş                                     | 1-0                                          | Francoforte, Deutsche Bank Park              | 25 500                                       |
| 2007                     | Fenerbahçe (7)           | Fenerbahçe                                   | Beşiktaş                                     | 2-1                                          | Colonia, RheinEnergieStadion                 | 38 000                                       |
| 2008                     | Galatasaray (11)         | Galatasaray                                  | Kayserispor                                  | 2-1                                          | Duisburg, Schauinsland-Reisen-Arena          | 20 000                                       |
| 2009                     | Fenerbahçe (8)           | Beşiktaş                                     | Fenerbahçe                                   | 2-0                                          | Istanbul, Stadio olimpico Atatürk            |                                              |
| 2010                     | Trabzonspor (8)          | Bursaspor                                    | Trabzonspor                                  | 3-0                                          | Istanbul, Stadio olimpico Atatürk            |                                              |
| 2011                     | Non disputata            | Non disputata                                | Non disputata                                | Non disputata                                | Non disputata                                | Non disputata                                |
| 2012                     | Galatasaray (12)         | Galatasaray                                  | Fenerbahçe                                   | 3-2                                          | Erzurum, Stadio Kâzım Karabekir              | 25 000                                       |
| 2013                     | Galatasaray (13)         | Galatasaray                                  | Fenerbahçe                                   | 1-0                                          | Kayseri, Stadio Kadir Has                    | 32 000                                       |
| 2014                     | Fenerbahçe (9)           | Fenerbahçe                                   | Galatasaray                                  | 0-0 (dts) (3-2 dtr)                          | Magnesia, Stadio 19 maggio                   | 16 597                                       |
| 2015                     | Galatasaray (14)         | Galatasaray                                  | Bursaspor                                    | 1-0                                          | Ankara, Stadio Osmanlı                       | 15 000                                       |
| 2016                     | Galatasaray (15)         | Beşiktaş                                     | Galatasaray                                  | 0-0 (dts) (3-0 dtr)                          | Konya, Stadio municipale metropolitano       | 33 700                                       |
| 2017                     | Konyaspor (1)            | Beşiktaş                                     | Konyaspor                                    | 2-1                                          | Samsun, Nuovo stadio 19 maggio               | 25 000                                       |
| 2018                     | Akhisar Belediyespor (1) | Galatasaray                                  | Akhisar Belediyespor                         | 1-1 (dts) (5-4 dtr)                          | Konya, Stadio municipale metropolitano       | 27 000                                       |
| 2019                     | Galatasaray (16)         | Galatasaray                                  | Akhisar Belediyespor                         | 1-0                                          | Ankara, Eryaman Stadium                      | 16 000                                       |
| 2020                     | Trabzonspor (9)          | İstanbul Başakşehir                          | Trabzonspor                                  | 2-1                                          | Istanbul, Stadio olimpico Atatürk            | 0                                            |
| 2021                     | Beşiktaş (9)             | Beşiktaş                                     | Antalyaspor                                  | 1-1 (dts) (4-2 dtr)                          | Ar Rayyan, Stadio Ahmed bin Ali              |                                              |
| 2022                     | Trabzonspor (10)         | Trabzonspor                                  | Sivasspor                                    | 4-0                                          | Istanbul, Stadio olimpico Atatürk            | 46 732                                       |
| 2023                     | Galatasaray (17)         | Galatasaray                                  | Fenerbahçe                                   | 3-0 (a tav.)                                 | Şanlıurfa, Stadio 11 aprile                  |                                              |
| 2024                     | Beşiktaş (10)            | Galatasaray                                  | Beşiktaş                                     | 0-5                                          | Istanbul, Stadio olimpico Atatürk            | 70 847                                       |

## Vittorie per squadra
| Squadra              | Vittorie | Secondi posti | Anni vittorie                                                                                        | Anni secondi posti                                                     |
| -------------------- | -------- | ------------- | --- | ---------------------------------------------------------------------- |
| Galatasaray          | 17       | 10            | 1966, 1969, 1972, 1982, 1987, 1988, 1991, 1993, 1996, 1997, 2008, 2012, 2013, 2015, 2016, 2019, 2023 | 1971, 1973, 1976, 1985, 1994, 1998, 2006, 2014, 2018, 2024             |
| Beşiktaş             | 10       | 12            | 1967, 1974, 1986, 1989, 1992, 1994, 1998, 2006, 2021, 2024                                           | 1966, 1975, 1977, 1982, 1990, 1991, 1993, 1995, 2007, 2009, 2016, 2017 |
| Trabzonspor          | 10       | 3             | 1976, 1977, 1978, 1979, 1980, 1983, 1995, 2010, 2020, 2022                                           | 1981, 1984, 1992                                                       |
| Fenerbahçe           | 9        | 9             | 1968, 1973, 1975, 1984, 1985, 1990, 2007, 2009, 2014                                                 | 1970, 1974, 1978, 1979, 1983, 1989, 1996, 2012, 2013                   |
| Göztepe              | 1        | 1             | 1970                                                                                                 | 1969                                                                   |
| Ankaragücü           | 1        | 1             | 1981                                                                                                 | 1972                                                                   |
| Eskişehirspor        | 1        | -             | 1971                                                                                                 |                                                                        |
| Konyaspor            | 1        | -             | 2017                                                                                                 |                                                                        |
| Akhisar Belediyespor | 1        | 1             | 2018                                                                                                 | 2019                                                                   |